# Robert McGuckin
Robert McGuckin (Marrickville, Austrália, 28 de janeiro de 1944) é bispo de Toowoomba.
Robert McGuckin foi ordenado sacerdote para a Arquidiocese de Sydney em 20 de outubro de 1973 pelo Bispo Auxiliar de Sydney, James Patrick Carroll. Em 1993, McGuckin foi incardinado no clero da Diocese de Parramatta.
Em 14 de maio de 2012, o Papa Bento XVI o nomeou Bispo de Toowoomba.. O arcebispo de Brisbane, Mark Coleridge, o consagrou bispo em 11 de julho do mesmo ano; Os co-consagradores foram o Núncio Apostólico na Austrália, Dom Giuseppe Lazzarotto, e o Bispo de Parramatta, Anthony Fisher OP. 